# Међународно друштво за филозофска истраживања
Међународно друштво за филозофска истраживања (енгл. ISPE - International Society for Philosophical Enquiry) је међународно, научно и филозофско друштво за особе са високим коефицијентом интелигенције, основано 1974. године, посвећено напредном, оригиналном истраживању и научним доприносима. Чланови удружују своје способности ради унапређивања раста и развоја просветљене културе и напредне цивилизације.

## Настанак и развој
ИСПЕ је основао Др. Кристофер Хардинг. Др. Хардинг који живи у Квинсленду у Аустралији је стручњак у области психометрије. Издање Гинисове књиге рекорда за 1966. годину, наводи Др-а. Хардинга у категорији „Најпаметнији човек на свету“. Удружење воде изабрани и именовани службеници волонтери у складу са Повељом друштва.
Мото друштва је "Quaere Verum", што значи „У потрази за истином“. Удружење нема никакав званичан политички став, нити пружа политичку подршку било коме. Циљеви друштва су усмерени на удруживање интелекта ради унапређења друштва и пружање места за размену знања и ставова у намери да се подстакне даљи напредак и самих чланова.
Друштво издаје часопис под називом Теликом (ISSN 1087-6456). Назив потиче од грчке речи телос (гр. циљ) и речи комуникација. У часопису се штампају оригинална дела, поезија и чланци који су од интереса широком сегменту чланства. Посебна пажња се посвећује радовима о контроверзним темама који подстичу даљу живу дискусију. Теликом излази шест пута годишње.

## Чланство
Приступ у друштво је ограничен на особе које у горњих 0,1% (99.9-ти перцентил) когнитивних способности према прихваћеним тестовима интелигенције и когнитивних способности. Друштво има и неформални назив „Хиљаду“ који је носило врло кратко током 1974. године, зато што тек једна у хиљаду особа у општој популацији може да оствари услов за чланство (3.09 стандардних девијација изнад просека при нормалној дистрибуцији). То одговара коефицијенту интелигенције 149 сд16, односно 146 сд15, тј. 174 сд24.
Друштво је устројено демократски и одлуке се доносе гласањем чланова.

### Опсег делатности
Гинисова књига рекордаобјавила је 1981. године да Међународно друштво за филозофска истраживања има „239 чланова са просечним коефицијентом интелигенције 160 сд16, ниједним чланом испод 148 сд16 и појединим члановима изнад 183 сд16
У априлу 2006. године, број чланова је био 583 из 29 земаља, мада је већина (81,65%) из 45 савезних држава САД.
Наведених 29 земаља су: Аустралија, Белгија, Канада, Кина, Данска, Финска, Француска, Немачка, Мађарска, Индија, Ирска, Израел, Италија, Јапан, Јужна Кореја, Мексико, Холандија, Норвешка, Русија, Србија, Сингапур, Словачка, Јужноафричка република, Шпанија, Шведска, Швајцарска, Велика Британија и САД.

### Нивои чланства
Друштво има систем напредовања осмишљен како би подстакао чланове на употребу својих способности. Постоји шест редовних нивоа чланства:
- Придружени члан / Associate Member (66,7%)
- Обичан члан / Member (14,1%)
- Члан / Fellow (7,4%)
- Виши члан / Senior Fellow (4,6%)
- Виши члан истраживач / Senior Research Fellow (3,3%)
- Дипломата / Diplomate (2,7%).

Постоји и посебни седми ниво „Филозоф“ (0,5%)
Новоучлањени постају Придружени чланови на почетку и стичу право гласа по напредовању на ниво Обичног члана. Првох шест нивоа могу да се достигну различитим постигнућима која на практичан начин остварују циљеве друштва. Ниво Дипломате захтева сагласност већине чланова који гласају када је кандидат номинован за напредовање на тај ниво.
Филозоф је највиши ниво. Редак је и добија се искључиво именовањем.
Поред тога, Ментори (0,7%) и Почасни чланови су истакнути појединци изван УдружењаПол Ерлих је постао Почасни члан 1991. године.

### Познати чланови
- Сандрин Ердељи-Сајо

## Циљеви Удружења
Повеља Удружења набраја девет циљева:
- Подстицање писане комуникације међу члановима сличних интересовања и нивоа интелектуалних способности, ради размене мисли, идеја и открића. Неговање постојеће радозналости наших чланова подробним истраживачким приступом уз проширење њихових видика, знања и мудрости.
- Подстицање чланова на лична остварења у циљу давања доприноса друштву и људској заједници.
- Пружање могућности за личну иницијативу и прилике да се напредују у Друштву, да се дође до места међу функционерима Друштва на којима могу да допринесу Друштву уз обогаћивање сопствених искустава.
- Пружање прилике члановима на одговорним местима изван Друштва да помогну осталим члановима да искористе своје потенцијале.
- Увећање чланства подстицањем чланова да трагају и предлажу квалификоване појединце за пријем у Друштво, на тај начин окупљајући још већи број способних људи и проширујући њихове видике.
- Сакупљање ресурса талента и способности и помоћ члановима да постигну успехе и признања која су у њиховом домету.
- Пружање консултативних услуга у форми кореспонденције члановима који то желе у току њиховог образовања, обављања посла и живота уопште. Пружање савета искуснијих чланова онима који од тога могу да имају користи.
- Повезивање свих чланова и учвршћивање њихових односа кроз часопис друштва „Теликом“ кроз који се чланство обавештава о активностима и где се размењују искуства са осталим члановима.
- Увећање наших потенцијала кроз промовисање здравог живота и дуговечности.